# Lac Opasatica
Le lac Opasatica est un plan d'eau douce de la municipalité de Rouyn-Noranda, dans la région administrative de l'Abitibi-Témiscamingue, au Québec, au Canada.
Dès le début du XXe siècle, la foresterie a été l'activité économique prédominante dans ce secteur. La villégiature a été mise en valeur à cette époque.
Ce lac est populaire pour la navigation de plaisance, notamment par sa proximité de Rouyn-Noranda, capitale régionale située à 25 km au nord-est.
La réserve de biodiversité Opasatica est située principalement du côté ouest du lac Opasatica, soit un secteur entièrement forestier. Son territoire est délimité au nord par le lac Hébert, Dufay et la rivière Granville. À l'est, la réserve inclut la baie Solitaire. Au sud, la réserve s'étend jusqu'au Petit lac Bull Rock.

## Géographie
Le lac Opasatica longe la frontière de l'Ontario, à la limite nord du bassin hydrographique de la rivière des Outaouais. Ce grand plan d'eau s'étend dans les cantons du Témiscamingue : Dufay, Montbeillard, Pontleroy et Desandrouins.
Le lac Opasatica est situé :
- à l'ouest des principaux lacs suivants : Évain, Boisclair, Beauchastel, Montbeillard, Provancher, Fréchette, Barrière, Rémigny, des Quinze ;
- au sud-ouest de Rouyn-Noranda ;
- à l'ouest de la route 101 qui longe le côté Est de ce plan d'eau ; à l'ouest des villages de Vilroc, Montbeillard et Rollet ;
- au sud de la route 117 qui relie Rouyn-Noranda à l'Ontario.

D'une longueur de 34 km, le lac Opasatica est très étroit dans la zone sud et comporte une largeur de 6 km (partie nord). Il s'amincit à moins de 1 km à l'extrémité sud, où se trouve la baie Solitaire. Ce lac comporte plusieurs grandes baies : McCormick, "aux Gallets", Klock, Lamy, Verte, à l'Orignal, "de l'Île", "à Bergeron".
Les principaux affluents du lac Opasatica sont notamment :
- la décharge du lac Massia (venant du nord et se déversant dans la baie McCormick) ;
- le ruisseau Ollier (venant de l'est et se déversant dans la baie McCormick) drainant les lac Ollier, Renault, Mud, King of the North, Waza, Grance et Donez ;
- la décharge du lac Évain (venant de l'est) ;
- le ruisseau à l'Orignal (venant de l'est) et se déversant dans la baie à l'Orignal ;
- la décharge du lac Boisclair (venant de l'est) ;
- la décharge du lac Écho (venant du sud-est) ;
- la décharge du lac Foudras ;
- la rivière Granville (venant du sud, drainant le lac Granville et Montalais ; se déchargeant dans la partie nord du lac Opasatica) ;
- la décharge (venant de l'ouest) du Petit lac Bull Rock et du lac Bull Rock.

Son embouchure est situé sur la rive est de la baie Solitaire. Son émissaire est la rivière Solitaire qui coule vers l'est jusqu'à la rive ouest du lac Rémigny. Ce dernier s'étire sur 23,8 km (en trois segments) vers le sud jusqu'à l'embouchure situé au village de Rémigny. L'émissaire du lac est la rivière Barrière qui coule sur 0,45 km vers le sud pour se déverser dans la baie Barrière, située au nord du lac des Quinze (Témiscamingue).

## Site archéologique du lac Opasatica

### Histoire de la découverte du site
Le site archéologique du lac Opasatica a été découvert en 1987 par l'archéologue Marc Côté après que des citoyens eurent signalé la présence de fragments de poterie, d'ossement, de couteaux, grattoirs, pierres à fusil et de haches faites de pierre à cet endroit. Marc Côté était alors le directeur de l'organisme Archéo08 qui est un organisme à but non lucratif qui a été créé en 1985 pour réaliser des recherches archéologiques en Abitibi-Témiscamingue, a mobilisé des chercheurs sur les rives du lac Opasatica situé à 20 km de Rouyn-Noranda.

### Description du site
Le site du lac Opasatica, que les archéologues nomment le site DAGT-1, a été investigué sur un sol constitué de pierre, de charbon, de roc, d'argile, de cendre et de bien d'autres matières. Sur ce site, les archéologues ont trouvé divers artéfacts comme de la céramique qui provenait de poterie dont l'usage était domestique, du cuivre natif qui est du cuivre qui est naturellement présent dans le sol. On retrouve aussi des écofacts qui sont faits d'os calcinés retrouvés dans des lieux de fouilles archéologiques qui serait eu d'endroits pour disposer des déchets organiques. Parmi les trouvailles, il y a également des outils en os, des artéfacts historiques. Les artéfacts qui ont été retrouvés sur ce site proviennent de la période sylvicole supérieure soit entre l'an 1000 avant aujourd'hui et le début de la période protohistoire. Le terme sylvicole en général et de sylvicole supérieur est utilisé comme repère temporel et comme marqueur ethnique et culturel.

### Le déroulement de la fouille
La fouille archéologique a duré 15 semaines, mais seulement durant l'été puisque c'est le seul moment de l'année où la fouille peut se dérouler. Elles se sont déroulées sur deux étés donc l'été 1988 et 1989. Les fouilles ont été faites sur 66 m2 de terrain. Dans cette superficie, 12 unités de 50 cm par 50 cm ont été fouillées.
Cette recherche archéologique a nécessité plus de 100 000 témoins archéologiques (artéfact historique) et plus de 3 640 fragments de poterie ont été trouvés sur le site : 100 tessons de bord et 500 outils ou fragments d'outils lithiques. Les tessons de bord sont des fragments du vase ayant conservé une partie observable de la lèvre. Parmi les 14 structures de foyers qui ont été trouvées, 13 ont été fouillées en profondeur, et 5 ont été soumises à l'analyse radio chronologique. De ces 5 foyers, 4 ont été associés à la période sylvicole supérieure.
Dans la fouille du site, les archéologues ont trouvé une douzaine d'objets en cuivre ou en laiton. Les Algonquins eut récupéraient les vieux chaudrons en laiton pour faire des pointes de projectile. D'autres objets étaient eu faits de cuivre rouge très pur. Des techniques ont permis de confirmer que des objets retrouvés sur le site DAGT-1 étaient du cuivre natif puisque le cuivre natif est pur à 98 %.

### Définition d'un foyer
Un foyer est une structure formée d'une plate-forme de cailloux déposés à même le sol faits d'humus. Les matériaux qui sont combustibles ont été brûlés sur cette surface. Le modèle de tous les foyers est constitué de cendre grise qui contient du charbon et des os calcinés. Ces structures sont généralement orientées nord-est/sud-ouest. Des tests ont permis de dater certains de foyer du site. Le foyer no3 date de 2820-3000 av. J.-C., le no4 1360-1500 de notre ère, no2 1270-1410 de notre ère et finalement de foyer no8 qui date de 1270-1430 de notre ère.

## Histoire
Le lac Opasatica occupait une position stratégique sur la grande voie d'eau reliant le fleuve Saint-Laurent à la baie d'Hudson. Cette voie aurait été empruntée notamment en 1686 par le chevalier de Troyes, envoyé pour chasser les Anglais de la baie James. Néanmoins, ce lac n'est pas signalé nommément dans le journal de cette expédition. 

## Toponymie
Le toponyme Opasatic identifie notamment une rivière et un village près de Cochrane (Ontario), en Ontario.
Jadis, l'appellation de Lac Long (34 km) était en usage pour désigner le lac Opasatica, à cause de sa configuration particulière.
La narration de la visite pastorale de monseigneur Narcisse-Zéphirin Lorrain à la baie d'Hudson, publiée en 1883, décrit le trajet emprunté par le militaire. L'écrit signale la traversée du lac Obasatic (variante d'Opasatica) dans l'itinéraire suivi.
Selon la Commission de toponymie du Québec, cette appellation d'origine algonquine a été répertoriée depuis le début du XXe siècle. Elle serait formée de "obié" ou "opa", signifiant "rétréci" ; et "satika", signifiant "il y a des trembles". D'autres variantes de l'appellation ont été répertoriées : "lac entouré de peupliers", "détroit des peupliers" ou "lac fermé par les trembles". Dans l'histoire, la graphie du toponymie a connu plusieurs variantes : Opasatikaw, Opasataca, Obasatica.
En mai 1873, le « Lac Opasatika » est indiqué dans le rapport d'arpentage de la rivière des Quinze de Walter McOuat. Cet hydronyme figure aussi dans le "Fifth Report of the Geographic Board of Canada 1904",.
Le toponyme « lac Opasatica » a été officialisé le 5 décembre 1968 à la Banque des noms de lieux de la Commission de toponymie du Québec.

## Galerie d'images
|                                       |
| Baie Solitaire en direction de Rollet |

|                                    |
| Baie-à-Beaupré et vue vers le sud. |

|                                       |
| Partie sud vers la Baie-Solitaire.jpg |

|                                       |
| Entrée nord du détroit aux peupliers. |